# Relações entre Peru e Rússia
As relações entre Peru e Rússia são as relações diplomáticas estabelecidas entre a República do Peru e a Federação Russa. O Peru possui uma embaixada em Moscou e um consulado-geral em São Petersburgo. A Rússia possui uma embaixada em Lima e um consulado-geral em San Isidro.
Ambos os países são membros de pleno direito da APEC.

## Cooperação militar
As Forças Armadas do Peru possuem em seu inventário diversos equipamentos militares de origem russa. O Exército Peruano utiliza as metralhadoras PKM, mísseis anti-carro 9M133 Kornet e terra-ar S-125 Neva/Pechora, os carros de combate T-55, e helicópteros Mi-17.